# Пјеве Тезино
Пјеве Тезино (итал. Pieve Tesino) је насеље у Италији у округу Тренто, региону Трентино-Јужни Тирол.
Према процени из 2011. у насељу је живело 538 становника. Насеље се налази на надморској висини од 834 м.

## Становништво
Према резултатима пописа становништва 2011. у општини је живело 681 становника.
| 1931. | 1936. | 1951. | 1961. | 1971. | 1981. | 1991. | 2001. | 2011. |
| ----- | ----- | ----- | ----- | ----- | ----- | ----- | ----- | ----- |
| 1.278 | 1.226 | 1.246 | 1.108 | 969   | 865   | 795   | 772   | 681   |